# やまさきもへじ
やまさき もへじ（1974年 - ）は日本の漫画家。デリケートな絵が特徴である。

## 主な作品

### 漫画
- 少年名探偵 虹北恭助の冒険（高校編） 漫画版（虹北恭助シリーズ、原作／はやみねかおる）旧版/新版
- 雨の音が聞こえる（原作／大塚麻巴子（初版本では大塚麻巳子となっている））
- DIGITAL DEVIL SAGAアバタール・チューナー深淵の魔塔（原作／株式会社アトラス）

### 挿画
- 虹北恭助シリーズ（原作／はやみねかおる、講談社ノベルス、2000年-2009年）全5巻
- 覇壊の宴（日昌晶著、富士見ファンタジア文庫刊、2000年）全2巻
- Level6の怪物（白石かおる著、角川スニーカー文庫刊、2001年）
- 残酷号事件（戦地調停士シリーズ、上遠野浩平/著、講談社ノベルス、2009年）